# Badoli
Badoli é uma vila do distrito de Faridabad, em Haryana, na Índia. A vila é limitada pelo canal de Agra no leste, Bhatola no oeste, Budhena no norte e planta NTPC no sul. Os Gujjars são a casta dominante na aldeia seguida por brâmanes, barbeiros etc. A principal fonte de renda é a produção de leite, seguida pela agricultura e serviços civis.